# Green Park (park)
A Green Park (magyarul zöld park, hivatalosan The Green Park) egyike London királyi parkjainak. Területe nagyjából 21 hektár, a Hyde Park és a St. James’s Park között terül el. A Kensington Gardens-szel és a Buckingham-palota kertjeivel együtt majdnem egy Whitehalltól és a Viktória állomástól Kensingtonig és Notting Hillig egy egybefüggő zöldfelületet alkotnak.
Szomszédjaival ellentétben a Green Parkban sem tó, sem szökőkút és a Pierre Granche készítette Canada Memorialon kívül szobor nincs. Ezek helyett egy fákkal borított rét van itt. A parkot délen a Constitution Hill, keleten a Queen's Walk sétálóutca, északon pedig a Piccadilly határolja. A St. James’s Parkkal a Queen's Gardensnél a Victoria Memorialnál, a Buckingham-palota bejárata előtt találkozik. Ettől délre fekszik a The Mall, és a St. James’s-palota valamint a Clarence House is erről az oldalról figyeli a téren történteket. A Green Park metróállomás forgalmas metrócsomópont, mivel itt fut össze a Picadilly, a Victoria  és a Jubilee line. Ez az állomás a Queen's Walk északi végénél van.

## Története

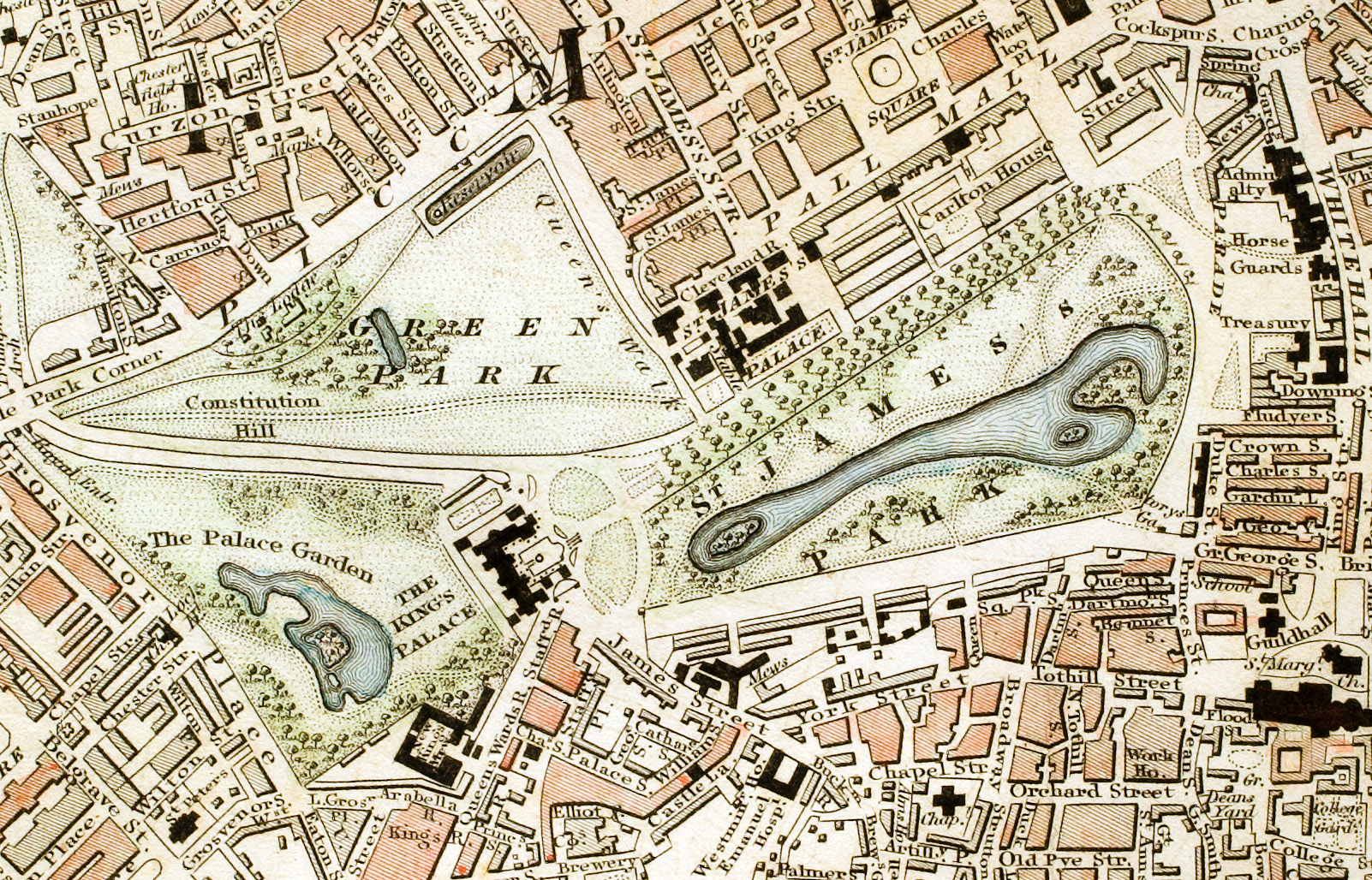
A Green Park és a St. James’s Park 1833 körül

Állítólag a park a kezdetekben a közeli St. James’s kórházban elhunyt leprások mocsaras temetője volt. Először VIII. Henrik záratta be, mikor a 16. században a Poulteney család birtokának lett a része. A család 1668-ban a birtok egy részéről lemondott, mely ezt követően I. Károly birtokába került, s ennek a területnek a nagyobbik részén létrehozta a parkot. Ő alakította ki a park sétányait és építtetett egy jégházat, ahonnét nyáron hozták az italokhoz a jeget. Akkoriban a park London szélén volt, s még a 18. század közepén is az útonállók és tolvajok kincsesbányája volt. Többek között Horace Walpole-t is itt rabolták ki. A 18–19. század folyamán a ballonosok kedvelt helye volt, és gyakran rendeztek itt tűzijátékokat. Händel Tűzijáték-zene (Fireworks Music) című darabját kifejezetten egy 1749-ben itt megrendezett tűzijáték alkalmából írta. Szintén ismert volt a helyszín az itt megrendezett párbajokról. Az egyik legemlékezetesebbre 1730-ban került sor, mikor William Pulteney és John Hervey csapott össze.

## Galéria
- A Green Park a Buckingham-palota felől, háttérben a Hilton szálloda
- A Green Park tavasszal
- Green Park, London
- Canada Memorial

## Külső hivatkozások
- Királyi parkok: Green Park